# Michael Schoettle
Michael Beaver Schoettle (7 september 1936) was een Amerikaans zeiler.
Schoettle won tijdens de Olympische Zomerspelen 1952 de gouden medaille in de 5,5 meter klasse.

## Resultaten

### Olympische Zomerspelen
| Jaar | Plaats   | Resultaten       |
| ---- | -------- | ---------------- |
| 1952 | Helsinki | 5,5 meter klasse |

1952: Britton Chance / Michael Schoettle / Edgar White / Sumner White
1956: Hjalmar Karlsson / Sture Stork / Lars Thörn
1960: George O’Day / Jim Hunt / Dave Smith
1964: Bill Northam / Peter O’Donnel / James Sargeant
1968: Jörgen Sundelin / Peter Sundelin / Ulf Sundelin